# Kembangan (Pule)
Kembangan is een bestuurslaag in het regentschap Trenggalek van de provincie Oost-Java, Indonesië. Kembangan telt 1704 inwoners (volkstelling 2010).